# 丕平二世 (阿基坦)
丕平·德·阿基坦（Pepin de Aquitaine；822年－864年）是加洛林王朝出身法兰克王国屬阿基坦分國的國王（838年－864年）。他是阿基坦的丕平一世的兒子，路易一世的孫子。838年他的父親丕平一世去世，祖父路易一世早於832年將阿基坦分封給與丕平一世同父異母的弟弟禿頭査理。路易一世在兩次分封國土中，都將丕平二世排除。路易一世求阿基坦的貴族們將丕平二世送至亚琛，但是遭當地貴族反對。丕平二世管治整個阿基坦至841年。其後，丕平二世與禿頭査理雙方為爭奪阿基坦而作戰，最後於864年丕平二世被擒，囚禁於桑利斯，不久便去世。